# Metagrypa
Metagrypa là một chi bướm đêm thuộc họ Cosmopterigidae.